# Discographie de Ummet Ozcan
La discographie de Ummet Ozcan comprend un album et quatre EP.

## Discographie

### Sous Ummet Ozcan

#### Singles

##### Artiste principal
| Titre                                                               | Année | Meilleure position | Meilleure position | Meilleure position | Meilleure position | Meilleure position | Meilleure position | Meilleure position | Album                     |
| Titre                                                               | Année | P-B.               | BEL (FL)           | BEL (WAL)          | FRA                | NOR                | R-U.               | SUE                | Album                     |
| ------------------------------------------------------------------- | ----- | ------------------ | ------------------ | ------------------ | ------------------ | ------------------ | ------------------ | ------------------ | ------------------------- |
| Chica Good                                                          | 2006  | —                  | —                  | —                  | —                  | —                  | —                  | —                  |                           |
| Joypad                                                              | 2007  | —                  | —                  | —                  | —                  | —                  | —                  | —                  |                           |
| Re-Charge (avec El Toro)                                            | 2007  | —                  | —                  | —                  | —                  | —                  | —                  | —                  |                           |
| The Light                                                           | 2007  | —                  | —                  | —                  | —                  | —                  | —                  | —                  |                           |
| Bits and Bytes (avec El Toro)                                       | 2008  | —                  | —                  | —                  | —                  | —                  | —                  | —                  |                           |
| Genesis                                                             | 2008  | —                  | —                  | —                  | —                  | —                  | —                  | —                  |                           |
| Deep Basic                                                          | 2008  | —                  | —                  | —                  | —                  | —                  | —                  | —                  |                           |
| Subzero (avec MEM)                                                  | 2009  | —                  | —                  | —                  | —                  | —                  | —                  | —                  |                           |
| TimeWave Zero                                                       | 2009  | —                  | —                  | —                  | —                  | —                  | —                  | —                  |                           |
| Synergy (vs. W&W)                                                   | 2009  | —                  | —                  | —                  | —                  | —                  | —                  | —                  |                           |
| Shamballa                                                           | 2009  | —                  | —                  | —                  | —                  | —                  | —                  | —                  |                           |
| Maya                                                                | 2009  | —                  | —                  | —                  | —                  | —                  | —                  | —                  |                           |
| Next Phase                                                          | 2010  | —                  | —                  | —                  | —                  | —                  | —                  | —                  |                           |
| Trinity                                                             | 2010  | —                  | —                  | —                  | —                  | —                  | —                  | —                  |                           |
| Vimana                                                              | 2010  | —                  | —                  | —                  | —                  | —                  | —                  | —                  |                           |
| Serendipity (avec Sied van Riel)                                    | 2010  | —                  | —                  | —                  | —                  | —                  | —                  | —                  |                           |
| Arcadia                                                             | 2010  | —                  | —                  | —                  | —                  | —                  | —                  | —                  |                           |
| Serendipity (Phase II) (avec Sied van Riel)                         | 2010  | —                  | —                  | —                  | —                  | —                  | —                  | —                  |                           |
| Insignia                                                            | 2010  | —                  | —                  | —                  | —                  | —                  | —                  | —                  |                           |
| Indigo                                                              | 2011  | —                  | —                  | —                  | —                  | —                  | —                  | —                  |                           |
| Transcend                                                           | 2011  | —                  | —                  | —                  | —                  | —                  | —                  | —                  |                           |
| Reboot                                                              | 2011  | —                  | —                  | —                  | —                  | —                  | —                  | —                  |                           |
| Cocoon                                                              | 2012  | —                  | —                  | —                  | —                  | —                  | —                  | —                  |                           |
| Miami Sundown                                                       | 2012  | —                  | —                  | —                  | —                  | —                  | —                  | —                  |                           |
| The Box                                                             | 2012  | —                  | —                  | —                  | —                  | —                  | —                  | —                  |                           |
| Dae Yor (avec Paul Van Dyk)                                         | 2012  | —                  | —                  | —                  | —                  | —                  | —                  | —                  | Evolution                 |
| The Code (avec W&W)                                                 | 2013  | 94                 | —                  | —                  | —                  | —                  | —                  | —                  |                           |
| Here & Now                                                          | 2013  | —                  | —                  | —                  | —                  | —                  | —                  | —                  |                           |
| Airport (avec DJ Ghost)                                             | 2013  | —                  | —                  | —                  | —                  | —                  | —                  | —                  |                           |
| The Cube                                                            | 2013  | —                  | —                  | —                  | —                  | —                  | —                  | —                  |                           |
| Revolution (avec R3hab & Nervo)                                     | 2013  | —                  | —                  | —                  | 163                | —                  | 37                 | —                  |                           |
| Raise Your Hands                                                    | 2014  | —                  | 47                 | —                  | 96                 | —                  | —                  | —                  |                           |
| Smash!                                                              | 2014  | —                  | —                  | —                  | —                  | —                  | —                  | —                  |                           |
| Come With Me (We Are One) (avec Paul Van Dyk)                       | 2014  | —                  | —                  | —                  | —                  | —                  | —                  | —                  | The Politics Of Dancing 3 |
| Superwave                                                           | 2014  | —                  | —                  | —                  | —                  | —                  | —                  | —                  |                           |
| Overdrive (Part 2) (avec Calvin Harris)                             | 2014  | —                  | —                  | —                  | —                  | —                  | —                  | —                  | Motion                    |
| Kensei                                                              | 2015  | —                  | —                  | —                  | —                  | —                  | —                  | —                  |                           |
| The Hum (vs. Dimitri Vegas & Like Mike)                             | 2015  | —                  | 1                  | 10                 | 60                 | —                  | —                  | —                  | Bringing The Madness      |
| Lose Control                                                        | 2015  | —                  | —                  | —                  | —                  | —                  | —                  | —                  |                           |
| Stars (feat. Katt Niall)                                            | 2015  | —                  | —                  | —                  | —                  | —                  | —                  | —                  |                           |
| On The Run                                                          | 2015  | —                  | —                  | —                  | —                  | —                  | —                  | —                  |                           |
| Wake Up The Sun                                                     | 2016  | —                  | —                  | —                  | —                  | —                  | —                  | —                  |                           |
| Spacecats                                                           | 2016  | —                  | —                  | —                  | —                  | —                  | —                  | —                  |                           |
| Melody (vs. Dimitri Vegas & Like Mike & Steve Aoki)                 | 2016  | —                  | 12                 | —                  | —                  | —                  | —                  | —                  | Bringing The Madness      |
| What You're Waiting For (avec Tiësto)                               | 2016  | —                  | —                  | —                  | —                  | —                  | —                  | —                  |                           |
| Wickerman                                                           | 2016  | —                  | —                  | —                  | —                  | —                  | —                  | —                  |                           |
| Megatron                                                            | 2016  | —                  | —                  | —                  | —                  | —                  | —                  | —                  |                           |
| Jaguar                                                              | 2016  | —                  | —                  | —                  | —                  | —                  | —                  | —                  |                           |
| Don't Stop                                                          | 2016  | —                  | —                  | —                  | —                  | —                  | —                  | —                  |                           |
| Om Telotet Om                                                       | 2016  | —                  | —                  | —                  | —                  | —                  | —                  | —                  |                           |
| Bombjack (feat. Ambush)                                             | 2017  | —                  | —                  | —                  | —                  | —                  | —                  | —                  |                           |
| Showdown                                                            | 2017  | —                  | —                  | —                  | —                  | —                  | —                  | —                  |                           |
| Everything Changes (feat. Chris Crone)                              | 2017  | —                  | —                  | —                  | —                  | —                  | —                  | —                  |                           |
| Higher (avec Lucas & Steve)                                         | 2017  | —                  | —                  | —                  | —                  | —                  | —                  | —                  |                           |
| Krypton                                                             | 2018  | —                  | —                  | —                  | —                  | —                  | —                  | —                  |                           |
| Sentinel                                                            | 2018  | —                  | —                  | —                  | —                  | —                  | —                  | —                  |                           |
| Change My Heart (avec Laurell)                                      | 2018  | —                  | —                  | —                  | —                  | 33                 | —                  | 54                 |                           |
| Omnia                                                               | 2018  | —                  | —                  | —                  | —                  | —                  | —                  | —                  |                           |
| Trash Moment (avec Coone & Villain)                                 | 2018  | —                  | —                  | —                  | —                  | —                  | —                  | —                  |                           |
| Low Rider (avec War)                                                | 2018  | —                  | —                  | —                  | —                  | —                  | —                  | —                  |                           |
| The Cell                                                            | 2018  | —                  | —                  | —                  | —                  | —                  | —                  | —                  |                           |
| Starchild (avec PollyAnna)                                          | 2018  | —                  | —                  | —                  | —                  | —                  | —                  | —                  |                           |
| The Grid                                                            | 2019  | —                  | —                  | —                  | —                  | —                  | —                  | —                  |                           |
| Eins Zwei (avec Mo-Do)                                              | 2019  | —                  | —                  | —                  | —                  | —                  | —                  | —                  |                           |
| Izmir (avec Arem Ozguc & Arman Aydin)                               | 2019  | —                  | —                  | —                  | —                  | —                  | —                  | —                  |                           |
| I Don't Care (feat. Robin Valo)                                     | 2019  | —                  | —                  | —                  | —                  | —                  | —                  | —                  |                           |
| Beast (All As One) (avec Dimitri Vegas & Like Mike & Brennan Heart) | 2019  | —                  | —                  | —                  | —                  | —                  | —                  | —                  | Garden of Madness 2020 EP |
| Popcorn (avec Steve Aoki & Dzeko)                                   | 2019  | —                  | —                  | —                  | —                  | —                  | —                  | —                  | Neon Future IV            |
| Fight Back (avec Harris & Ford)                                     | 2020  | —                  | —                  | —                  | —                  | —                  | —                  | —                  |                           |
| Seesaw                                                              | 2020  | —                  | —                  | —                  | —                  | —                  | —                  | —                  |                           |
| Toast Hawaii (avec Le Shuuk)                                        | 2020  | —                  | —                  | —                  | —                  | —                  | —                  | —                  |                           |
| Underdog                                                            | 2020  | —                  | —                  | —                  | —                  | —                  | —                  | —                  |                           |
| Angry Kids (avec Faustix)                                           | 2020  | —                  | —                  | —                  | —                  | —                  | —                  | —                  |                           |
| Wonderful Days (avec Charly Lownoise & Mental Theo & Orange Inc)    | 2020  | —                  | —                  | —                  | —                  | —                  | —                  | —                  |                           |
| The Moment (feat. Mila Falls)                                       | 2021  | —                  | —                  | —                  | —                  | —                  | —                  | —                  |                           |
| Porcelain (avec Frogmonster feat. Karra)                            | 2021  | —                  | —                  | —                  | —                  | —                  | —                  | —                  |                           |
| Remember the Summer (feat. Linney)                                  | 2021  | —                  | —                  | —                  | —                  | —                  | —                  | —                  |                           |
| Million Dreams (avec Harris & Ford)                                 | 2021  | —                  | —                  | —                  | —                  | —                  | —                  | —                  |                           |
| Strange World (feat. Ili)                                           | 2021  | —                  | —                  | —                  | —                  | —                  | —                  | —                  |                           |
| Be Something (avec Tiësto & Tomhio)                                 | 2021  | —                  | —                  | —                  | —                  | —                  | —                  | —                  | Together Again            |
| Reborn                                                              | 2021  | —                  | —                  | —                  | —                  | —                  | —                  | —                  |                           |
| Gargantua                                                           | 2022  | —                  | —                  | —                  | —                  | —                  | —                  | —                  |                           |
| Dust                                                                | 2022  | —                  | —                  | —                  | —                  | —                  | —                  | —                  |                           |
| Manipulated                                                         | 2022  | —                  | —                  | —                  | —                  | —                  | —                  | —                  |                           |
| Oblivion                                                            | 2022  | —                  | —                  | —                  | —                  | —                  | —                  | —                  |                           |
| Apex                                                                | 2022  | —                  | —                  | —                  | —                  | —                  | —                  | —                  |                           |
| Xanadu                                                              | 2022  | —                  | —                  | —                  | —                  | —                  | 49                 | —                  |                           |
| Baiame                                                              | 2022  | —                  | —                  | —                  | —                  | —                  | —                  | —                  |                           |
| Bifrost                                                             | 2022  | —                  | —                  | —                  | —                  | —                  | —                  | —                  |                           |
| Midgard                                                             | 2023  | —                  | —                  | —                  | —                  | —                  | —                  | —                  |                           |
| Kayra                                                               | 2023  | —                  | —                  | —                  | —                  | —                  | —                  | —                  |                           |
| Kalimba                                                             | 2023  | —                  | —                  | —                  | —                  | —                  | —                  | —                  |                           |
| Ryu                                                                 | 2023  | —                  | —                  | —                  | —                  | —                  | —                  | —                  |                           |
| Altay (avec Otyken)                                                 | 2023  | —                  | —                  | —                  | —                  | —                  | —                  | —                  |                           |
| My Beat Goes                                                        | 2023  | —                  | —                  | —                  | —                  | —                  | —                  | —                  |                           |

##### Artiste en featuring
| Titre                         | Année |
| ----------------------------- | ----- |
| Sober (HYO feat. Ummet Ozcan) | 2018  |

#### Remixes
- 2008 : MEM - Endless Way (Ummet Ozcan Remix)
- 2008 : El Toro - De Tune (Ummet Ozcan Remix)
- 2008 : El Toro - Divertimento (Ummet Ozcan Remix)
- 2009 : MEM - Time to Believe (Ummet Ozcan Remix)
- 2009 : Ronald Van Gelderen - Backstabberzz (Ummet Ozcan Remix)
- 2009 : Woody van Eyden - B.O.B. (Ummet Ozcan Remix)
- 2009 : Ferry Corsten - Radio Crash (Ummet Ozcan Remix)
- 2010 : Ellrich & Plaice - Fucking Society (Ummet Ozcan Remix)
- 2010 : John O'Callaghan - Striker (Ummet Ozcan Remix)
- 2010 : Talla 2XLC - The Spirits Within (Ummet Ozcan Remix)
- 2010 : Skytech - Cardboard Box (Ummet Ozcan Remix)
- 2010 : Judge Jules - Verano Loco (Ummet Ozcan Remix)
- 2010 : Armin van Buuren - Full Focus (Ummet Ozcan Remix)
- 2010 : Timmy & Tommy vs. Cirez D - On Tilt! (Ozcan SmashUp)
- 2011 : Lisa Lashes - Numero Uno (Ummet Ozcan Remix)
- 2011 : Sander van Doorn feat. Carol Lee - Love Is Darkness (Ummet Ozcan Remix)
- 2012 : Aly & Fila - 200 (FOSE 200 Anthem) (Ummet Ozcan Remix)
- 2013 : Armin van Buuren - Pulsar (Ummet Ozcan Remix)
- 2013 : Sander van Doorn - Neon (Ummet Ozcan Remix)
- 2013 : Fatboy Slim & Riva Starr feat. Beardyman - Eat, Sleep, Rave, Repeat (Dimitri Vegas & Like Mike & Ummet Ozcan Tomorrowland Remix)
- 2014 : Tiësto feat. Matthew Koma - Wasted (Ummet Ozcan Remix)
- 2014 : Calvin Harris - Summer (R3hab & Ummet Ozcan Remix)
- 2014 : Sander van Doorn - Right Here Right Now (Ummet Ozcan Vocal Mix)
- 2014 : MEM - Ecco (Ummet Ozcan Edit)
- 2015 : MEM feat Yton - No Turning Back (Ummet Ozcan Edit)
- 2016 : Dimitri Vegas & Like Mike - Stay A While (Ummet Ozcan Remix)
- 2017 : Eurythmics - Sweet Dreams (Are Made of This) (Ummet Ozcan Remix)
- 2017 : The Chainsmokers & Coldplay - Something Just like This (Ummet Ozcan Remix)
- 2017 : Dr. Dre feat. Snoop Dogg & Kurupt & Nate Dogg - The Next Episode 2017 (Ummet Ozcan Remix)
- 2017 : Cygnus X - Superstring 2017 (Ummet Ozcan Remix)
- 2017 : Michael Jackson - Smooth Criminal 2017 (Ummet Ozcan Remix)
- 2017 : Axwell Λ Ingrosso - More Than You Know (Ummet Ozcan Remix)
- 2019 : Tom Walker - Leave a Light On (Ummet Ozcan Remix)
- 2019 : Duncan Laurence - Arcade (Ummet Ozcan Remix)
- 2020 : Tiësto feat 433 - Tomorrow (Ummet Ozcan Remix)
- 2022 : Kate Bush feat. Crooked Bangs - Running Up that Hill (Ummet Ozcan Remix)
- 2023 : Zhangye & Zhou Shen - Heart of Peace (Ummet Ozcan Remix)

### Sous Myron
- 2014 : No Regular (ave Dr. Willis)

### Sous Soundshaperz (avec M.E.M.)
- 2010 : Open Your Mind / Bermuda
- 2010 : Cocaine
- 2011 : Get It Right!